# Mawadda Hamdun
Mawadda Badawi Hamid Ahmad Hamdun, Mouda Badawi Hamed Ahmed Hamdoun (arab. موده بدوي حامد أحمد حمدون; ur. 15 czerwca 2006) – egipska zapaśniczka walcząca w stylu wolnym. Srebrna medalistka mistrzostw Afryki w 2024 i brązowa w 2025. Trzecia na MŚ kadetów w 2017. Druga na mistrzostwach Afryki juniorów w 2023 i pierwsza wśród kadetów w 2022 i 2023 roku.